# Poviselský kraj
Poviselský kraj (rusky Привислинский край, Privislinskij kraj) byl název ruské administrativní jednotky používaný pro kongresové Polsko po roce 1867. Po porážkách listopadového povstání (1830–1831) a lednového povstání (1863–1864) bylo Polsko zbavováno autonomie a začleňováno do tradičních struktur Ruského impéra. Formálně se na částech Polska získaných Ruskem po trojím dělení a Vídeňském kongresu nic nezměnilo.[a]
Rusko ztratilo kontrolu nad územím během první světové války v roce 1915. Po říjnové revoluci v roce 1917 bylo oficiálně postoupeno ústředním mocnostem podepsáním Brestlitevské smlouvy z roku 1918.

## Dějiny

### Okolnosti
V důsledku listopadového povstání byla v roce 1831 zrušena ústava Polského království, rozpuštěna polská armáda, její (parlament) a místní samospráva. Ústava byla nahrazena mnohem méně liberálním a nikdy plně nezavedeným statutem Polského království. Byly také uzavřeny všechny univerzity a o několik let později byly nahrazeny čistě ruskými školami. Území si po krátkou dobu zachovalo určitou míru autonomie. Bývalé polské království nadále používalo polskou měnu (złoty) a správní rada si ponechala některá svá privilegia, i když ji přímo ovládal ruský guvernér polní maršál Ivan Paskevič. Do roku 1832 však byla zrušena měna a celní hranice, stejně jako metrický systém a polský trestní zákoník byl nahrazen ruským, který se de facto používal od potlačení povstání. Také katolická církev byla pronásledována a většina klášterů byla zavřena a zestátněna. V roce 1839 se po synodu v Polocku řeckokatolická církev rozpadla a spojila se s ruskou pravoslavnou církví. Po roce 1837 se všechna vojvodství, která tvořila Polské království, změnila na gubernie a stala se nedílnou součástí ruského správního systému, kterému vládli přímo ruští carové .

### Vznik

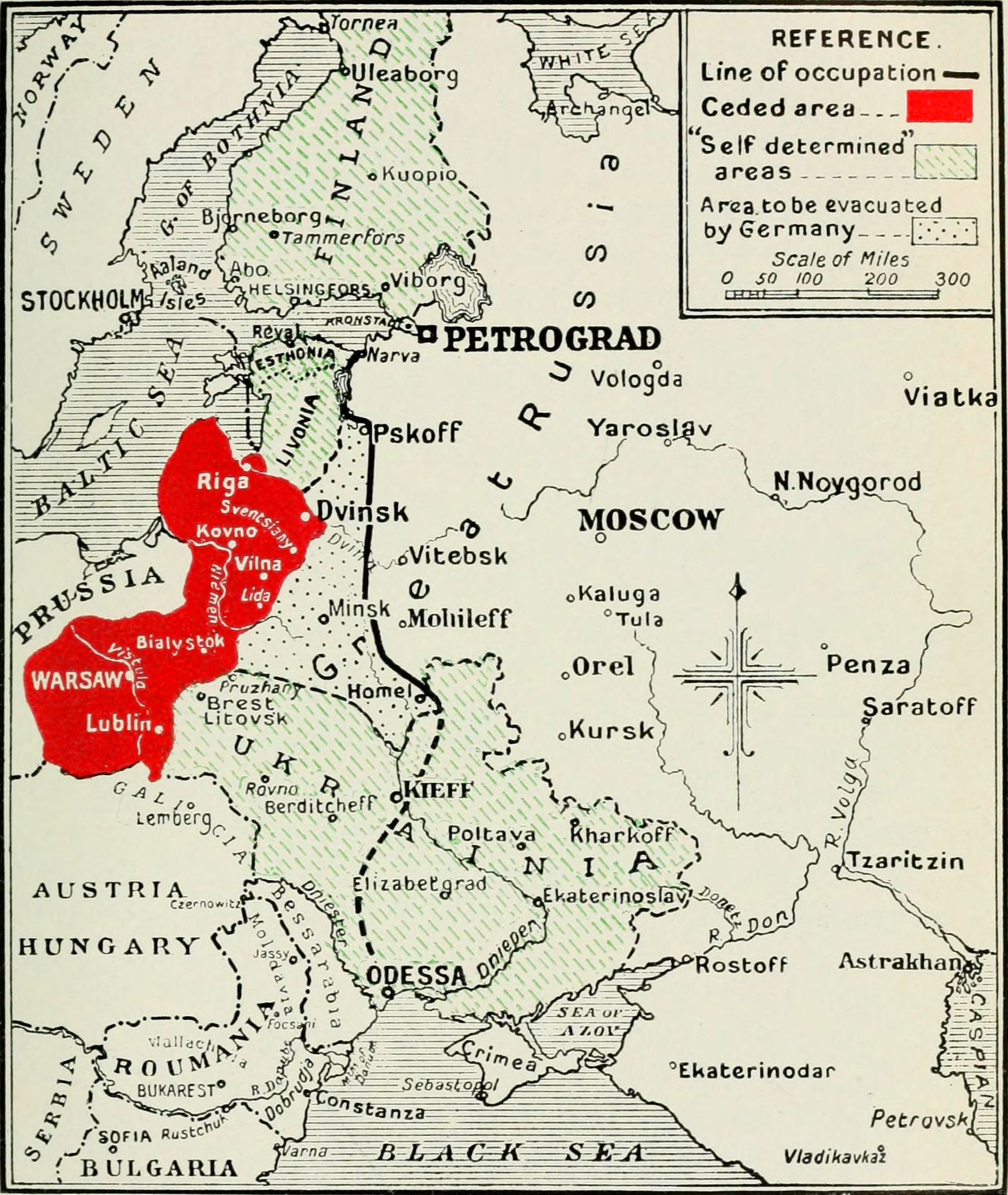
Ruské Polsko (označeno červeně), jak bylo definováno Brestlitevskou smlouvou, ve které se ho Rusko vzdalo

Po lednovém povstání v roce 1863 byl znak kongresového království zrušen a byl zahájen proces intenzivní rusifikace polských gubernií a jejich správy. Reforma z roku 1867, vyvolaná porážkou lednového povstání, byla navržena tak, aby pevněji svázala Polské království se správní strukturou Ruské říše. Rozdělila větší gubernie na deset menšch a zavedla novou entitu nižší úrovně újezd.
Území bylo nazýváno až do roku 1875 místokrálovstvím, později generální gubernií, a spravováno polskými místokráli, resp. generálními gubernátory. Název vznikl jako náhrada za název Polsko, resp. Polské království, které přestaly ruské úřady používat. Poprvé je v oficiálních dokumentech zaznamenán v roce 1888, ačkoli novější výzkumy ho vysledovaly až do roku 1883. Přes vymizení termínu Polské království z úředních dokumentů si carové ponechali titul polského krále.
V 80. letech 19. století byl úřední jazyk změněn na ruštinu a polština byla zakázána jak v úředním styku, tak ve vzdělávacím procesu.

### První světová válka
V roce 1915 během první světové války vyplenila ustupující ruská armáda Polské království a snažila se napodobit politiku spálené země užitou během vlastenecké války v roce 1812. Rusové také vystěhovali a deportovali z této oblasti stovky tisíc obyvatel, u nichž měli podezření, že spolupracují s nepřítelem.
Jak Rusové ustupovali, centrální mocnosti oblast obsadily (1915) a následně navrhly založení Polského království pod svým protektorátem. V brestlitevské smlouvě z března 1918 Rusko (v té době zapletené do občanské války ) postoupilo Německé říši a Rakousko-Uhersku všechna polská území, která do té doby ovládalo,

## Administrativní dělení
Gubernií bylo deset, pět na pravém břehu řeky Visly a pět na levém:
- Kališská
- Kielecká
- Lomžská
- Lublinská
- Piotrkovská
- Plocká
- Radomská
- Sedlecká
- Suvalská
- Varšavská

Menší reforma z roku 1893 změnila hranice Lomžské a Plocké gubernie ve prospěch Varšavské. Rozsáhlejší reformou byla z částí Sedlecké a Lublinské gubernie v roce 1912 vyčleněna nová Chelmská gubernie, která však byl vyňata z Poviselského kraje a stala se součástí jihozápadního kraje ruské říše, aby se usnadnila její rusifikace.